# Beomjoidosi
Beomjoidosi  é um filme sul-coreano de 2017, do gênero ação criminal, com roteiro e direção de Kang Yoon-sung, e elenco com Ma Dong-seok, e Yoon Kye-sang. Foi lançado em 3 de outubro de 2017.

## Elenco
- Ma Dong-seok como Ma Seok-do[5]
- Yoon Kye-sang como Jang Chen (chinês: 張謙 / 张谦, Zhang Qian)[6]